# Lance Macklin
Francis Noel Lancelot Campbell „Lance“ Macklin (* 2. September 1919 in London; † 29. August 2002 in Bethersden, Kent) war ein englischer Automobilrennfahrer.

## Karriere
Als Sohn des später geadelten Noel Macklin, dem Vorsitzenden der Invicta-Sportwagen-Gesellschaft, die vor 1939 florierte, galt Macklin schon bald als talentierter Fahrer.
Während der Formel-1-Saison 1952 versuchte er sich auch am Steuer eines HWM-Monoposto, erzielte aber lediglich mit einem achten Rang beim Grand Prix der Niederlande in Zandvoort ein besseres Resultat, was ihn bewog, es im folgenden Jahr mit demselben Team erneut zu versuchen. Er schied bei allen sechs gestarteten Läufen durch technische Defekte aus.
Ein Start für Aston Martin bei dem 24-Stunden-Rennen von Le Mans 1954 war erfolgversprechender – mit einem dritten Rang konnte er sich gute Hoffnungen auf weitere Engagements bei Sportwagenrennen machen. Doch 1955 wurde er mit seinem Austin-Healey in den berüchtigten Unfall verwickelt, den Mike Hawthorn mit einem unerwarteten Manöver verursachte.

Unfallhergang Le Mans 1955

Am Ende der 35. Runde, gegen ca. 18:20 Uhr, schloss Hawthorn mit seinem Jaguar rasch auf die zur Überrundung stehenden Wagen Pierre Leveghs (Mercedes) und Macklins auf, um beide auf der Start-Ziel-Geraden zu überholen, da hinter ihm Juan Manuel Fangio war und ihn attackierte. Als er diese passiert hatte, schoss er vor den beiden Wagen quer über die Piste, um die Boxen, die damals noch nicht baulich von der Rennstrecke getrennt waren, schnellstmöglich zu erreichen. Trotz seiner Vollbremsung kam Hawthorn erst 80 m hinter seiner Boxenmannschaft zum Stehen und verursachte damit einen folgenschweren Unfall. Macklin konnte zwar seinem Manöver noch mit einer Lenkradbewegung ausweichen, doch Levegh hatte keinen Platz mehr zum Ausweichen und wurde von Macklins Wagen getroffen. Das Fahrzeug von Levegh fuhr nach einer leichten Berührung mit dem Austin, der seinerseits über die Strecke kreiselte, mit 240 km/h in die Balustrade, explodierte und nahm im schwersten Unfall des Motorsports aller Zeiten neben seinem Fahrer 83 Zuschauern das Leben. Levegh hatte mit einem Handzeichen gerade noch Fangio warnen können, sonst wäre auch er in den Unfall involviert gewesen. Die Mercedes-Rennleitung zog daraufhin ihre Rennwagen aus dem weiterlaufenden Wettbewerb ab und vollzog am Ende des Jahres den bereits vorher geplanten Rückzug vom Motorsport.
Macklin konnte seinem Boliden unverletzt entsteigen und war schwer betroffen von den Ereignissen, stand aber den untersuchenden französischen Regierungsbehörden zur Verfügung. Bei seinen Aussagen teilte er keinem Fahrer eine Schuld zu, sondern bezeichnete es als Zwangsläufigkeit aufgrund der hohen Geschwindigkeit aller Beteiligten:
"After passing me (Mike) Hawthorn turned too sharply towards the right and braked," (…) "I braked my car as hard as I could to avoid him. My wheels locked and I was carried towards the left. Levegh’s car hit the back of my car. In an affair of this kind it is difficult to speak of responsibility. Hawthorn no doubt committed an error but the real responsibility was the speed of the cars. In the excitement of his struggle (with Levegh and Juan Manuel Fangio) Hawthorn executed a manouevre which astonished me and he left me no other alternative than to either run into him or turn to the left."
Nur einen Monat später konnte Macklin mit einem achten Platz beim englischen Grand Prix in Aintree auf einem Maserati 250F, der eigentlich Stirling Moss gehörte, wieder aufstrebende Form beweisen, doch nach einem erneuten schweren Unfall bei der RAC Tourist Trophy auf dem Dundrod Circuit im Spätsommer entschloss er sich, dem Motorsport zu entsagen.
In seinem späteren Leben verbrachte Lance Macklin viele Jahre der Arbeit und Freizeit in Spanien, wo er einen Import-Export-Handel betrieb. Als er ernsthaft erkrankte, kehrte er nach England zurück, wo er kurz vor seinem 83. Geburtstag starb.

## Statistik

### Statistik in der Automobil-Weltmeisterschaft

#### Gesamtübersicht
| Saison | Team               | Chassis       | Motor           | Rennen | Siege | Zweiter | Dritter | Poles | schn. Rennrunden | Punkte | WM-Pos. |
| ------ | ------------------ | ------------- | --------------- | ------ | ----- | ------- | ------- | ----- | ---------------- | ------ | ------- |
| 1952   | HW Motors          | HWM 52        | Alta 2.0 L4     | 5      | −     | −       | −       | −     | −                | −      | NC      |
| 1953   | HW Motors          | HWM 53        | Alta 2.5 L4     | 6      | −     | −       | −       | −     | −                | −      | NC      |
| 1954   | HW Motors          | HWM 53        | Alta 2.5 L4     | 1      | −     | −       | −       | −     | −                | −      | NC      |
| 1955   | Stirling Moss Ltd. | Maserati 250F | Maserati 2.5 L6 | 1      | −     | −       | −       | −     | −                | −      | NC      |
| Gesamt | Gesamt             | Gesamt        | Gesamt          | 13     | −     | −       | −       | −     | −                | −      |         |

#### Einzelergebnisse
| Saison | 1   | 2   | 3   | 4   | 5   | 6 | 7   | 8   | 9 |
| ------ | --- | --- | --- | --- | --- | - | --- | --- | - |
| 1952   |     |     |     |     |     |   |     |     |   |
| DNF    |     | 11  | 9   | 15  |     | 8 | DNQ |     |   |
| 1953   |     |     |     |     |     |   |     |     |   |
|        |     | DNF | DNF | DNF | DNF |   | DNF | DNF |   |
| 1954   |     |     |     |     |     |   |     |     |   |
|        |     |     | DNF |     |     |   |     |     |   |
| 1955   |     |     |     |     |     |   |     |     |   |
|        | DNQ |     |     |     | 8   |   |     |     |   |

| Legende  | Legende            | Legende                                                          |
| Farbe    | Abkürzung          | Bedeutung                                                        |
| -------- | ------------------ | ---------------------------------------------------------------- |
| Gold     | –                  | Sieg                                                             |
| Silber   | –                  | 2. Platz                                                         |
| Bronze   | –                  | 3. Platz                                                         |
| Grün     | –                  | Platzierung in den Punkten                                       |
| Blau     | –                  | Klassifiziert außerhalb der Punkteränge                          |
| Violett  | DNF                | Rennen nicht beendet (did not finish)                            |
| Violett  | NC                 | nicht klassifiziert (not classified)                             |
| Rot      | DNQ                | nicht qualifiziert (did not qualify)                             |
| Rot      | DNPQ               | in Vorqualifikation gescheitert (did not pre-qualify)            |
| Schwarz  | DSQ                | disqualifiziert (disqualified)                                   |
| Weiß     | DNS                | nicht am Start (did not start)                                   |
| Weiß     | WD                 | zurückgezogen (withdrawn)                                        |
| Hellblau | PO                 | nur am Training teilgenommen (practiced only)                    |
| Hellblau | TD                 | Freitags-Testfahrer (test driver)                                |
| ohne     | DNP                | nicht am Training teilgenommen (did not practice)                |
| ohne     | INJ                | verletzt oder krank (injured)                                    |
| ohne     | EX                 | ausgeschlossen (excluded)                                        |
| ohne     | DNA                | nicht erschienen (did not arrive)                                |
| ohne     | C                  | Rennen abgesagt (cancelled)                                      |
| ohne     | keine WM-Teilnahme |                                                                  |
| sonstige | P/fett             | Pole-Position                                                    |
| sonstige | 1/2/3/4/5/6/7/8    | Punktplatzierung im Sprint-/Qualifikationsrennen                 |
| sonstige | SR/kursiv          | Schnellste Rennrunde                                             |
| sonstige | *                  | nicht im Ziel, aufgrund der zurückgelegten Distanz aber gewertet |
| sonstige | ()                 | Streichresultate                                                 |
| sonstige | unterstrichen      | Führender in der Gesamtwertung                                   |

### Le-Mans-Ergebnisse
| Jahr | Team                      | Fahrzeug                | Teamkollege      | Teamkollege   | Platzierung            | Ausfallgrund |
| ---- | ------------------------- | ----------------------- | ---------------- | ------------- | ---------------------- | ------------ |
| 1950 | Aston Martin Ltd.         | Aston Martin DB2        | George Abecassis |               | Rang 5 und Klassensieg |              |
| 1951 | Aston Martin Ltd.         | Aston Martin DB2        | Eric Thompson    |               | Rang 3 und Klassensieg |              |
| 1952 | Aston Martin Ltd.         | Aston Martin DB3 Spyder | Peter Collins    |               | Ausfall                | Unfall       |
| 1953 | Bristol Aeroplane Company | Bristol 450 Coupé       | Graham Whitehead |               | Ausfall                | Unfall       |
| 1954 | Automobili OSCA           | OSCA MT4 1500           | Pierre Legonyie  | James Simpson | Disqualifiziert        |              |
| 1955 | Lance Macklin             | Austin-Healey 100S      | Les Leston       |               | Ausfall                | Unfall       |

### Sebring-Ergebnisse
| Jahr | Team                        | Fahrzeug           | Teamkollege        | Platzierung            | Ausfallgrund |
| ---- | --------------------------- | ------------------ | ------------------ | ---------------------- | ------------ |
| 1954 | Donald Healey Motor Co.     | Austin-Healey 100  | George Huntoon     | Rang 3 und Klassensieg |              |
| 1955 | Donald Healey Motor Co.     | Austin-Healey 100S | Stirling Moss      | Rang 6                 |              |
| 1956 | Donald Healey Motor Company | Austin-Healey 100S | Archie Scott-Brown | Ausfall                | Starter      |

### Einzelergebnisse in der Sportwagen-Weltmeisterschaft
| Saison | Team                                                  | Rennwagen                             | 1   | 2   | 3   | 4   | 5   | 6   | 7   |
| ------ | ----------------------------------------------------- | ------------------------------------- | --- | --- | --- | --- | --- | --- | --- |
| 1953   | Bristol Cars                                          | Bristol 450                           | SEB | MIM | LEM | SPA | NÜR | RTT | CAP |
| 1953   | Bristol Cars                                          | Bristol 450                           | DNF |     |     |     |     |     |     |
| 1954   | Donald Healey Motor Company Osca                      | Austin-Healey 100 Osca MT4 Osca 2000S | BUA | SEB | MIM | LEM | RTT | CAP |     |
| 1954   | Donald Healey Motor Company Osca                      | Austin-Healey 100 Osca MT4 Osca 2000S |     | 3   | 23  | DNF | DNF | DNF |     |
| 1955   | Donald Healey Motor Company Lance Macklin John Dalton | Austin-Healey 100                     | BUA | SEB | MIM | LEM | RTT | TAR |     |
| 1955   | Donald Healey Motor Company Lance Macklin John Dalton | Austin-Healey 100                     |     | 6   | 36  | DNF | DNF |     |     |
| 1956   | Donald Healey Motor Company                           | Austin-Healey 100                     | BUA | SEB | MIM | NÜR | KRI |     |     |
| 1956   | Donald Healey Motor Company                           | Austin-Healey 100                     | DNF |     |     |     |     |     |     |